# Omphalestra nigricincta
Omphalestra nigricincta là một loài bướm đêm trong họ Noctuidae.